# Matsumurella longicauda
Matsumurella longicauda är en insektsart som beskrevs av Anufriev 1971. Matsumurella longicauda ingår i släktet Matsumurella och familjen dvärgstritar. Inga underarter finns listade i Catalogue of Life.